# L'Année de l'éveil (film)
Pour les articles homonymes, voir L'Année de l'éveil.
Pour plus de détails, voir Fiche technique et Distribution.
L'Année de l'éveil est un film franco-belge réalisé par Gérard Corbiau en 1991 d'après le roman autobiographique de Charles Juliet, L'Année de l'éveil.

## Synopsis
En 1948 le jeune François, 14 ans, est scolarisé à l'école militaire d'Aix-en-Provence. Au départ, il est fort renfermé sur lui-même. Il est fasciné par la boxe. On apprend qu'il faisait du rugby mais, depuis que son ami est mort, il ne veut plus pratiquer ce sport. Avec persévérance, il parvient à mieux se faire accepter par son chef qui l'invite un week-end chez lui parce qu'il sait que François ne retourne pas chez ses parents, puisqu'il est orphelin. 
François rencontre alors Léna, la femme de son chef, et leur petite fille. Très vite, François tombe amoureux de Léna et cet amour est réciproque. Elle trouve chez François une tendresse que son mari ne lui donne pas, ce dernier étant même violent avec elle.
François va retourner régulièrement chez son chef et recommencer la boxe. Il rencontrera Galène lors de ses entraînements, une nouvelle recrue dans sa section. Celui-ci déteste la violence, la boxe, etc. Il encourage François à écrire ses peines, sa vie plutôt que de se défouler sur un sac, ou pire, sur quelqu'un. Galène va lui montrer qu'il grandira plus en écrivant qu'en utilisant la violence.
Le chef de section de François et Galène (la 4e section) va devoir partir et sera remplacé. François le provoquera et de provocation en provocation, il finira par aller trop loin et sera mis en isolement. Malgré l'isolement, François continuera à écrire. 
Galène et François sont envoyés à la guerre où Galène perdra la vie. Lorsque François revient il retrouve Léna. Il apprend également que son premier chef, marié à Léna, s'est tué à moto après la découverte de lettres d'amour que s'échangeaient François et Léna. N'ayant plus aucun obstacle contre eux, ils vivront ensemble.
Le titre « L'année de l'éveil » fait référence à l'évolution du personnage de François qui acquiert de la maturité à la suite des rencontres qu'il fait et qui lui permettent de devenir progressivement un homme.

## Fiche technique
- Titre : L'Année de l'éveil
- Réalisation : Gérard Corbiau
- Scénario : Gérard Corbiau, Andrée Corbiau, Michel Fessler d'après le roman de Charles Juliet
- Images : François Catonné
- Décors : Gérard Viard
- Montage : Denise Vindevogel
- Conseil Musical et Musique additionnelle : David Miller et Roland Schoelinck
- Distributeur : Bac Films
- Pays d'origine :  Belgique  France
- Genre : drame
- Durée : 102 minutes
- Date de sortie : France : 17 avril 1991

## Distribution
- Grégoire Colin : François
- Laurent Grévill : Julien
- Martin Lamotte : 4e de section
- Chiara Caselli : Lena
- Johan Rougeul : Galène
- Roger Planchon : le capitaine
- Claude Duneton : le professeur de français
- Alain Fontaine : Remy
- Nicolas Grossetete : Vincent
- Jean-Luc Houssou : Jocelyn
- Alexandre De Deyn : Lucien
- Christian Barbier	: le colonel
- Vincent Grass : le professeur d'allemand
- François Vincentelli : Le Chef des Anciens
- Jean-Michel Flagothier : Le Sous-officier dortoir
- Éric Frère : Le Sous-officier cachot
- Stéphane Desvalois : Feuille Morte
- Mathieu Busson : Félix
- Gregory Lebe : Roland
- Maxime Mansion : Spirou
- Annabelle Hurel : Gigi
- Thanh Dinh Lepinaux :  François enfant
- Stéphane Le Gagneux : Edmond
- Nicolas Le Quang